# Cywilne życie
Cywilne życie (oryg. Пад у рај) – serbsko-holenderski film fabularny z roku 2004 w reżyserii Miloša Radovicia.

## Opis fabuły
Akcja filmu rozgrywa się w 1999, w czasie bombardowania Serbii przez samoloty NATO. Ljubiša, trzęsący miejscowym czarnym rynkiem nabywa nielegalnie wyrzutnię rakietową. Przy jej pomocy przypadkiem strąca jeden z samolotów. Na dachu jego domu ląduje na spadochronie nawigator samolotu. Jego siostra Dušica ma szansę spełnić marzenie swojego życia - poznać amerykańskiego lotnika.

## Obsada
- Lazar Ristovski jako Ljubiša
- Branka Katić jako Dušica
- Simon Lyndon(inne języki) jako Jonathan Schumacher
- Olivera Marković jako matka
- Zoran Miljković(inne języki) jako Panajotović
- Nikołaj Pejaković(inne języki) jako Stratimirović
- Predrag Ejdus(inne języki) jako taksówkarz
- Bogdan Diklić jako portier
- Steve Agnew(inne języki) jako oficer NATO
- Tim Marshall
- Miodrag Popov(inne języki)
- Ana Sofrenović
- Biljana Srbljanović